# 水玉ブリッジライン

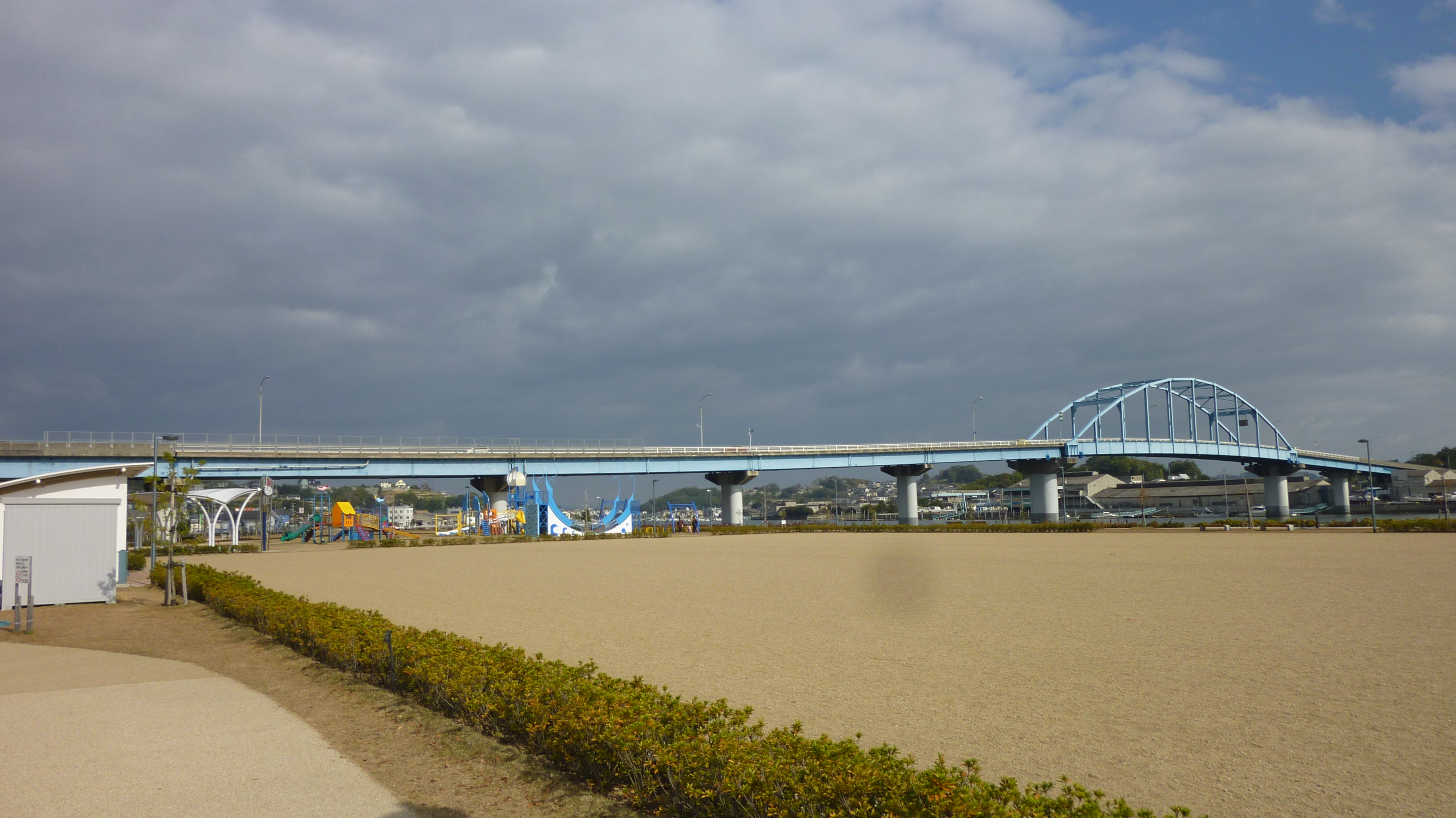
水玉ブリッジラインの一部を構成する玉島大橋

水玉ブリッジライン（みずたまブリッジライン）は、岡山県倉敷市の水島地域と玉島地域を結ぶ岡山県道398号水島港唐船線のうち、かつて一般有料道路として供用されていた区間の愛称。有料であった当時の正式名称は水島玉島産業有料道路。1977年（昭和52年）7月21日に供用開始。
2007年（平成19年）3月を料金徴収期限とし岡山県道路公社が管理していたが、周辺地域の利便や活性化を目的に2006年（平成18年）4月1日に無料開放された。無料開放された後も水玉ブリッジラインの名称は引き続き使用されている。
なお、岡山県道路公社が管理する道路では、岡南大橋有料道路も本道路と同日に無料開放されている。これにより、岡山県道路公社は愛媛県道路公社と並んで初の地方道路公社の解散となった（2006年3月31日付）。

## 概要
- 起点：岡山県倉敷市水島川崎通
- 終点：岡山県倉敷市玉島勇崎
- 延長：8.3km
- 車線数：完成2車線
- 道路幅員：
  - 土工部：11.75m
  - 水島大橋：11.55m
  - 玉島大橋：10.75m
- 総事業費：約55億円

## 沿革
- 1971年（昭和46年） - 岡山県道路公社が発足。
- 1972年（昭和47年）1月17日 - 工事着手、水島大橋より工事が始まる。
- 1977年（昭和52年）7月21日 - 全線開通、供用開始。
- 1994年（平成6年）1月 - 現在の呼称である水玉ブリッジラインに変更。
  - 以前は「水玉ハイウェイ」という名称であったが、高速道路と誤解されることを避けるために変更した。同じ理由で岡山ブルーハイウェイも岡山ブルーラインに改名している。
- 2006年（平成18年）
  - 3月31日 - 岡山県道路公社の解散。
  - 4月1日 - 無料開放の実施。

## 通行料金（有料当時）
| 車種                     | 全線通行 | 水島大橋のみ通行 | 玉島大橋のみ通行 |
| ------------------------ | -------- | ---------------- | ---------------- |
| 普通車                   | 300円    | 150円            | 150円            |
| 軽自動車                 | 200円    | 100円            | 100円            |
| 大型車I                  | 450円    | 250円            | 250円            |
| 大型車II                 | 1,080円  | 560円            | 560円            |
| 軽車両（原付・自転車等） | 30円     | 20円             | 20円             |

（旧岡山県道路公社Webサイトより）

## 備考
- 将来は終点の勇崎交差点より国道2号バイパスである玉島笠岡道路に接続する都市計画道路（勇崎大谷線[2]）が建設される予定となっている。

## 主な構造物
- 水島大橋（延長1,198m）- 倉敷みなと大橋（水島港臨港道路）が2017年3月25日に開通[3]するまで高梁川の最も下流に架かっていた橋であった。
- 玉島大橋（延長456m）- 玉島港に架かる橋。近くに源平水島合戦の古戦場跡があり、源平大橋とも呼ばれている[4]。